# ISS-Expedition 72
ISS-Expedition 72 ist die Missionsbezeichnung für die 72. Langzeitbesatzung der Internationalen Raumstation (ISS). Die Mission begann am 23. September 2024 mit dem Abkoppeln des Raumschiffs Sojus MS-25 von der ISS und endete mit dem Abkoppeln von Sojus MS-26 am 19. April 2025.

## Besatzung
Ankunft mit SpaceX Crew-8 am 5. März 2024, Rückkehr zur Erde mit derselben beim Hinflug genutzten Raumfähre am 25. Oktober 2024 (auch Teil von Expedition 70 und 71):
- Matthew Dominick, Bordingenieur (1. Raumflug, USA/NASA)
- Michael Barratt, Bordingenieur (3. Raumflug, USA/NASA)
- Jeanette Epps, Bordingenieurin (1. Raumflug, USA/NASA)
- Alexander Grebenkin, Bordingenieur (1. Raumflug, Russland/Roskosmos)

Ankunft mit Boe-CFT am 6. Juni 2024, Rückkehr zur Erde mit SpaceX Crew-9 am 18. März 2025 (auch Teil von Expedition 71):
- Barry Wilmore, Bordingenieur (3. Raumflug, USA/NASA)
- Sunita Williams, Kommandantin bis 7. März, danach Bordingenieurin[5] (3. Raumflug, USA/NASA)

Ankunft mit Sojus MS-26 am 11. September 2024, Rückkehr zur Erde mit derselben beim Hinflug genutzten Raumfähre am 19. April 2025 (auch Teil von Expedition 71):
- Alexei Owtschinin, Bordingenieur bis 7. März, danach Kommandant[5] (3. Raumflug, Russland/Roskosmos)
- Iwan Wagner, Bordingenieur (2. Raumflug, Russland/Roskosmos)
- Donald Pettit, Bordingenieur (4. Raumflug, USA/NASA)

Ankunft mit SpaceX Crew-9 am 29. September 2024, Rückkehr zur Erde mit derselben beim Hinflug genutzten Raumfähre am 18. März 2025:
- Nick Hague, Bordingenieur (2. Raumflug, USA/NASA)
- Alexander Gorbunow, Bordingenieur (1. Raumflug, Russland/Roskosmos)

Ankunft mit SpaceX Crew-10 am 16. März 2025 (auch Teil von Expedition 73):
- Anne McClain, Bordingenieurin (2. Raumflug, USA/NASA)
- Nichole Ayers, Bordingenieurin (1. Raumflug, USA/NASA)
- Takuya Ōnishi, Bordingenieur (2. Raumflug, Japan/JAXA)
- Kirill Peskow, Bordingenieur (1. Raumflug, Russland/Roskosmos)

Ankunft mit Sojus MS-27 am 8. April 2025 (auch Teil von Expedition 73):
- Sergei Ryschikow, Bordingenieur (3. Raumflug, Russland/Roskosmos)
- Alexei Subrizki, Bordingenieur (1. Raumflug, Russland/Roskosmos)
- Jonny Kim, Bordingenieur (1. Raumflug, USA/NASA)

## Missionsbeschreibung
Die ISS-Expedition 72 begann am 23. September 2024 um 8:36 UTC mit der Abkopplung von Sojus MS-25. Oleg Kononenko, der Kommandant der Expedition 71, übergab schon am 22. September um 14:15 UTC bei einer Zeremonie das Kommando an Sunita Williams. Dieses hatte sie bis zum 7. März 2025 inne. Dann übernahm Alexei Owtschinin das Kommando, damit sich Williams auf die anstehende Rückkehr zur Erde vorbereiten konnte. Nach der Ankunft von Sojus MS-27 und einer kurzen Übergabephase reichte Owtschinin am 18. April das Kommando an Takuya Ōnishi weiter.
Während Expedition 72 wurden insgesamt mehr als 1.000 Stunden mit Forschung und Technologiedemonstrationen verbracht. Die wissenschaftlichen Experimente beinhalteten unter anderem 3D-Druck von Metall, Stammzellentechnologie, Vorbereitung eines Satelliten aus Holz, Studien zum Wachstum von Pflanzen und dem Verhalten von Feuer in der Schwerelosigkeit. Außerdem wurden über eine Million Bilder während der Mission aufgenommen.

### Frachterverkehr

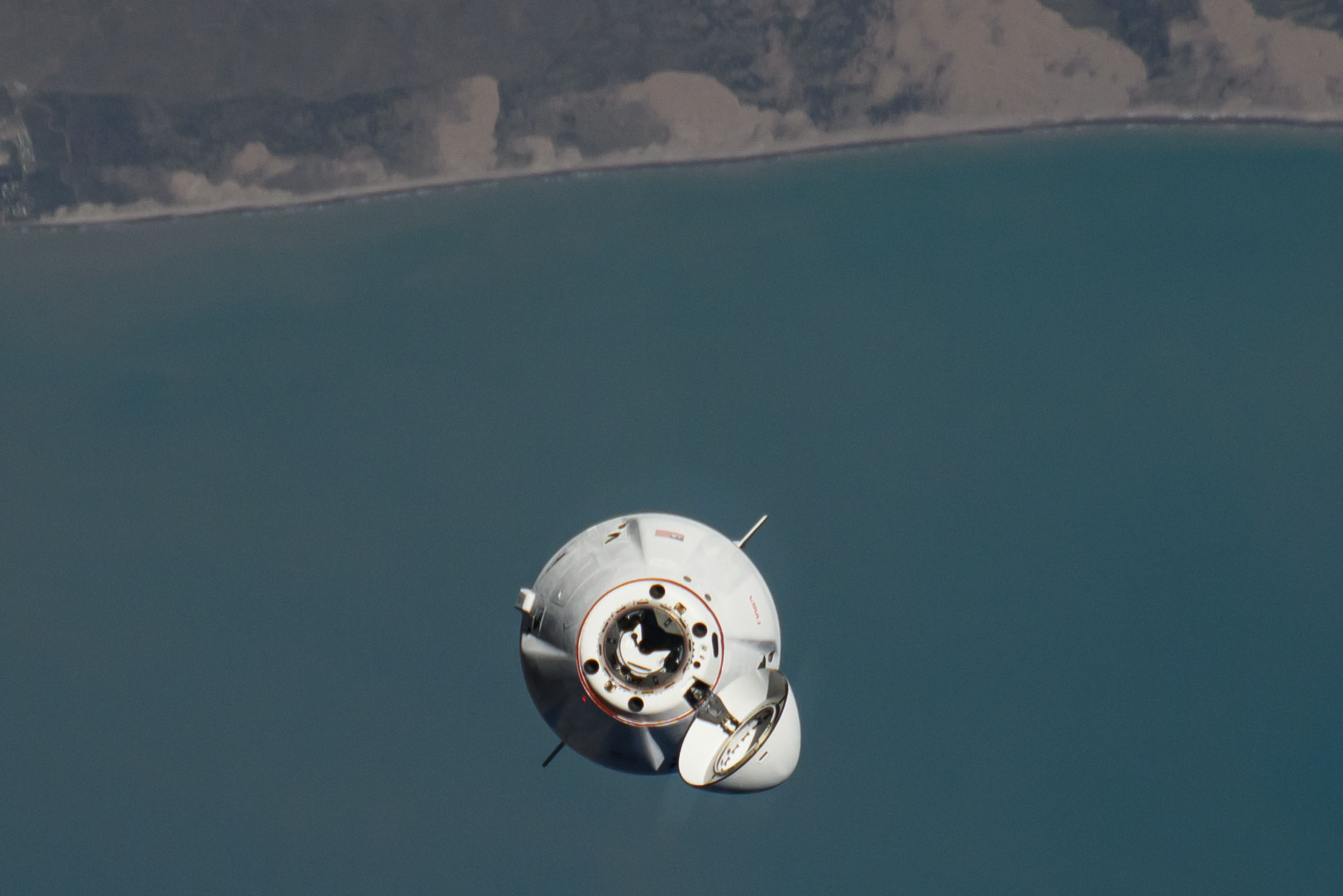
SpaceX CRS-31 beim Anflug auf die ISS

Als Vorbereitung für die unbemannte Versorgungsmission Dragon CRS-31, wurde die Crew-Dragon-Kapsel von SpaceX Crew-9 am 3. November 2024 an einen anderen Port verlegt. Dabei dockte es automatisch vom in Flugrichtung liegenden Port am Harmony-Modul ab und koppelte um 12:25 UTC an den Port in Richtung Zenit an. Am 5. November um 14:52 UTC dockte dann die Dragon-Kapsel am Harmony-Modul an.
Am 19. November um 12:53 UTC koppelte Progress MS-27 (von der NASA als Progress 88 bezeichnet) nach knapp sechs Monaten vom Poisk-Modul der Raumstation ab. Einige Stunden später verglühte die Kapsel in der Erdatmosphäre.
Progress MS-29 (auch Progress 90) dockte am 23. November um 14:31 UTC am Modul Poisk an, nachdem die Kapsel am 21. November mit einer Sojus-2.1 aus Baikonur startete.
Am 16. Dezember um 16:05 UTC koppelte Dragon CRS-31 von der Raumstation ab, nachdem es 41 Tage zuvor angedockt hatte. Einen Tag später wasserte es vor der Küste Floridas.
Progress MS-28 (auch Progress 89) dockte am 25. Februar 2025 um 20:17 UTC nach knapp sechs Monaten vom Swesda-Modul der Raumstation ab. Einige Stunden später verglühte die Kapsel in der Erdatmosphäre.
Am 1. März um 23:02 UTC koppelte Progress MS-30 (auch Progress 91) am Modul Swesda an, nachdem die Kapsel am 27. Februar mit einer Sojus-2.1 aus Baikonur startete.
Cygnus NG-21 wurde am 28. März um 10:55 UTC nach etwa siebeneinhalb Monaten durch den Canadarm2 vom Unity-Modul der Raumstation getrennt. Wenige Tage später verglühte die Kapsel in der Erdatmosphäre.

### Außenbordarbeiten

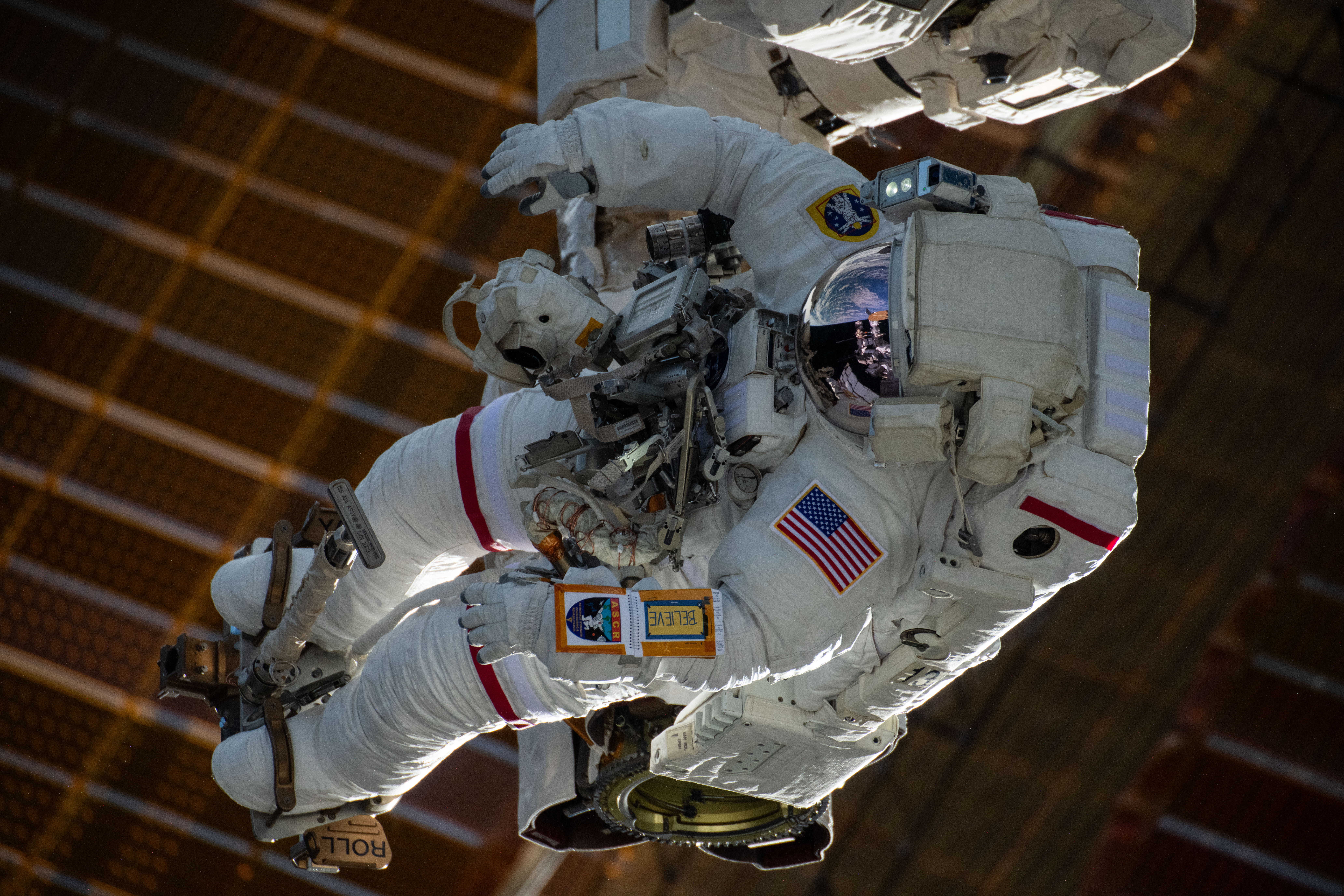
Williams bei ihrem zweiten Außenbordeinsatz

Den ersten Außenbordeinsatz der Expedition führten Alexei Owtschinin und Iwan Wagner am 19. Dezember 2024 durch. Für Owtschinin war es der zweite Weltraumspaziergang, während Wagner seinen ersten erledigte. Die Hauptaufgaben der EVA war die Installation eines Experiments zur Erfassung von Röntgenstrahlung sowie die Entfernung anderer Experimente von der Außenhülle der ISS. Diese Aufgaben beendeten die Astronauten erfolgreich. Eine Nebenaufgabe, die Umplatzierung eines Bedienfelds des European Robotic Arm am Nauka-Modul, konnte aufgrund von Zeitgründen nicht abgeschlossen werden. Der Einsatz dauerte 7 Stunden und 17 Minuten und wurde um 22:53 UTC beendet.
Am 16. Januar 2025 begaben sich Sunita Williams und Nick Hague auf ihren bisher achten bzw. vierten Außenbordeinsatz. Dabei tauschten sie eine Gyroskop-Baugruppe aus, flickten einige beschädigte Bereiche am Röntgenteleskop NICER und wechselten einen Reflektor an einem International Docking Adapter. Weiterhin wurden Gerätschaften für zukünftige Wartungsarbeiten am Alpha-Magnet-Spektrometer geprüft. Der Einsatz dauerte 6 Stunden und wurde um 19:01 UTC beendet.
Sunita Williams und Barry Wilmore verließen die Station am 30. Januar für den dritten und letzten Außenbordeinsatz der Expedition 72. Für Williams war es damit der neunte und für Wilmore der fünfte Weltraumspaziergang. Die Astronauten entfernten einen Antennenaufbau und nahmen Proben vom Oberflächenmaterial des Destiny-Labors und der Quest-Luftschleuse. Der Einsatz dauerte 5 Stunden und 26 Minuten und wurde um 18:09 UTC beendet.